# Lascha Bekauri

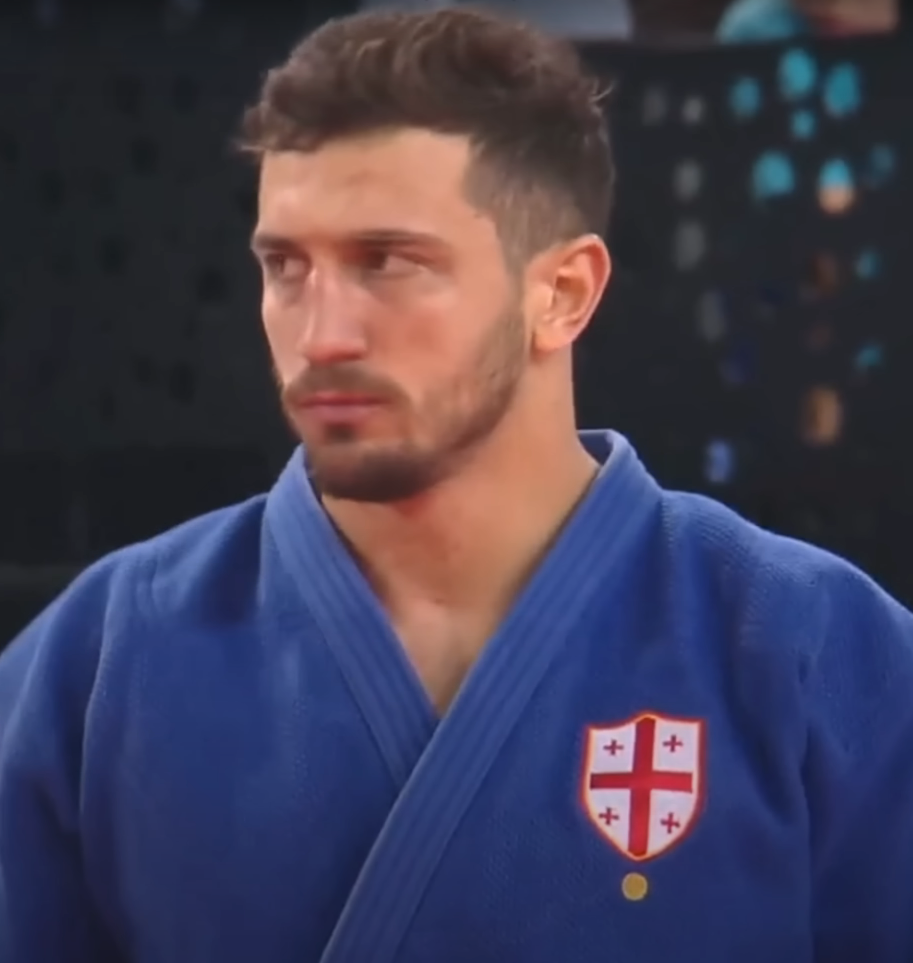
Lascha Bekauri, 2023

Lascha Bekauri (georgisch ლაშა ბექაური; * 26. Juli 2000 in Archiloskalo) ist ein georgischer Judoka. 2021 wurde er Olympiasieger und Europameister im Mittelgewicht, 2024 verteidigte er seine olympische Goldmedaille.

## Sportliche Karriere
Lascha Bekauri wurde 2016 Kadetten-Europameister in der Gewichtsklasse bis 60 Kilogramm. 2017 kämpfte er in der Gewichtsklasse bis 73 Kilogramm und wurde hier Kadetteneuropameister und Kadettenweltmeister. 2018 war er Juniorenweltmeister in der Gewichtsklasse bis 90 Kilogramm. Bei der Universiade 2019 in Neapel erreichte er das Finale und erhielt Silber hinter dem Österreicher Johannes Pacher. Im September 2019 siegte er bei den Junioren-Europameisterschaften, im Oktober gewann er bei den Junioren-Weltmeisterschaften. Im Dezember 2019 gewann er das Masters-Turnier in Qingdao mit einem Finalsieg über den Spanier Nikoloz Sherazadishvili. 2021 gewann er das Grand-Slam-Turnier in Tel Aviv. Bei den Europameisterschaften 2021 in Lissabon bezwang er im Finale seinen Landsmann Beka Gwinjaschwili. Bei den Olympischen Spielen in Tokyo besiegte er im Viertelfinale den Usbeken Davlat Bobonov, im Halbfinale den Russen Michail Igolnikow und im Finale den Deutschen Eduard Trippel.
2022 gewann Bekauri eine Bronzemedaille bei den Weltmeisterschaften in Taschkent. Ein halbes Jahr später bei den Weltmeisterschaften 2023 in Doha trafen im Finale mit Luka Maisuradse und Lascha Bekauri zwei Georgier aufeinander, Maisuradse entschied diesen Kampf für sich und Bekauri erhielt die Silbermedaille. Bei den Team-Weltmeisterschaften gewann Bekauri Bronze im Teamwettbewerb, bei der im Rahmen der Europaspiele 2023 ausgetragenen Team-Europameisterschaft siegte die georgische Mannschaft. Im November 2023 bei den Europameisterschaften in Montpellier unterlag Bekauri im Finale dem Serben Nemanja Majdov. Im März 2024 siegte Bekauri wie im Jahr zuvor beim Grand Slam in Tiflis. Im April 2024 bei den Europameisterschaften in Zagreb unterlag Bekauri im Viertelfinale dem Aserbaidschaner Eljan Hajiyev, im Kampf um Bronze besiegte er den anderen Aserbaidschaner Murad Fatiyev. Drei Monate später beim olympischen Judoturnier in Paris bezwang Bekauri im Halbfinale den Spanier Tristani Mosakhlishvili und im Finale den Japaner Sanshiro Murao. Damit gewann er seine zweite olympische Goldmedaille.